# Liste der Epitaphien in der Paulinerkirche Leipzig
Dies ist eine Liste der Epitaphien in der Paulinerkirche Leipzig.
Zwischen dem Beschluss der Leipziger Stadtverordneten zur Sprengung der Paulinerkirche am Himmelfahrtstag 1968 und der Sprengung am 30. Mai 1968 konnten rund 80 % der Epitaphien ganz, fast komplett oder in Teilen geborgen werden. 2002–2014 erfolgte ihre Restaurierung durch die Kustodie der Universität Leipzig. Von diesen wurden zwischen 2014 und 2017 21 große und 6 kleinere Epitaphien im Altarraum der Paulinerkirche angebracht. Dies sind:
- Nördliches Seitenschiff

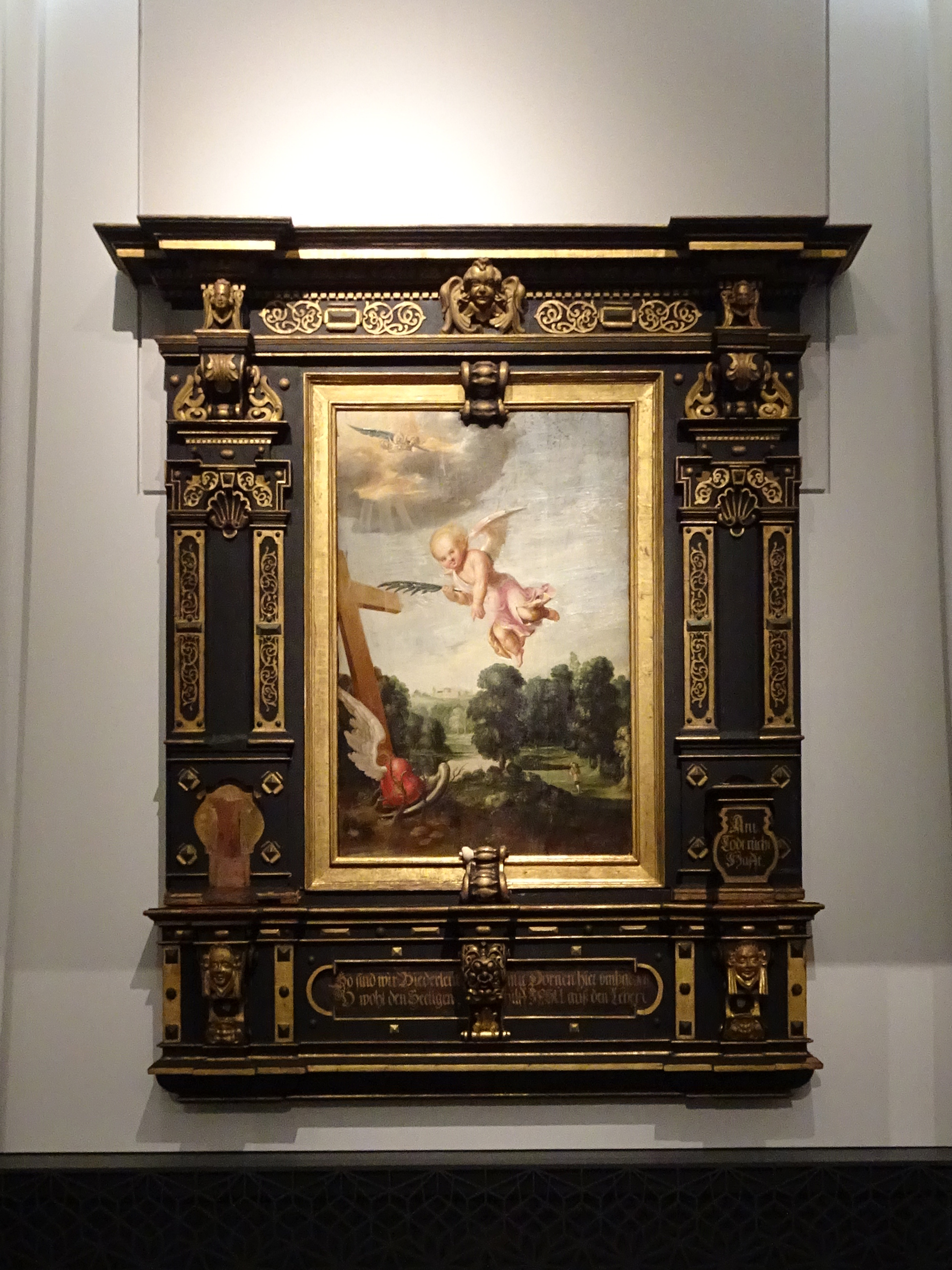
Epitaph für Johannes Hoppe
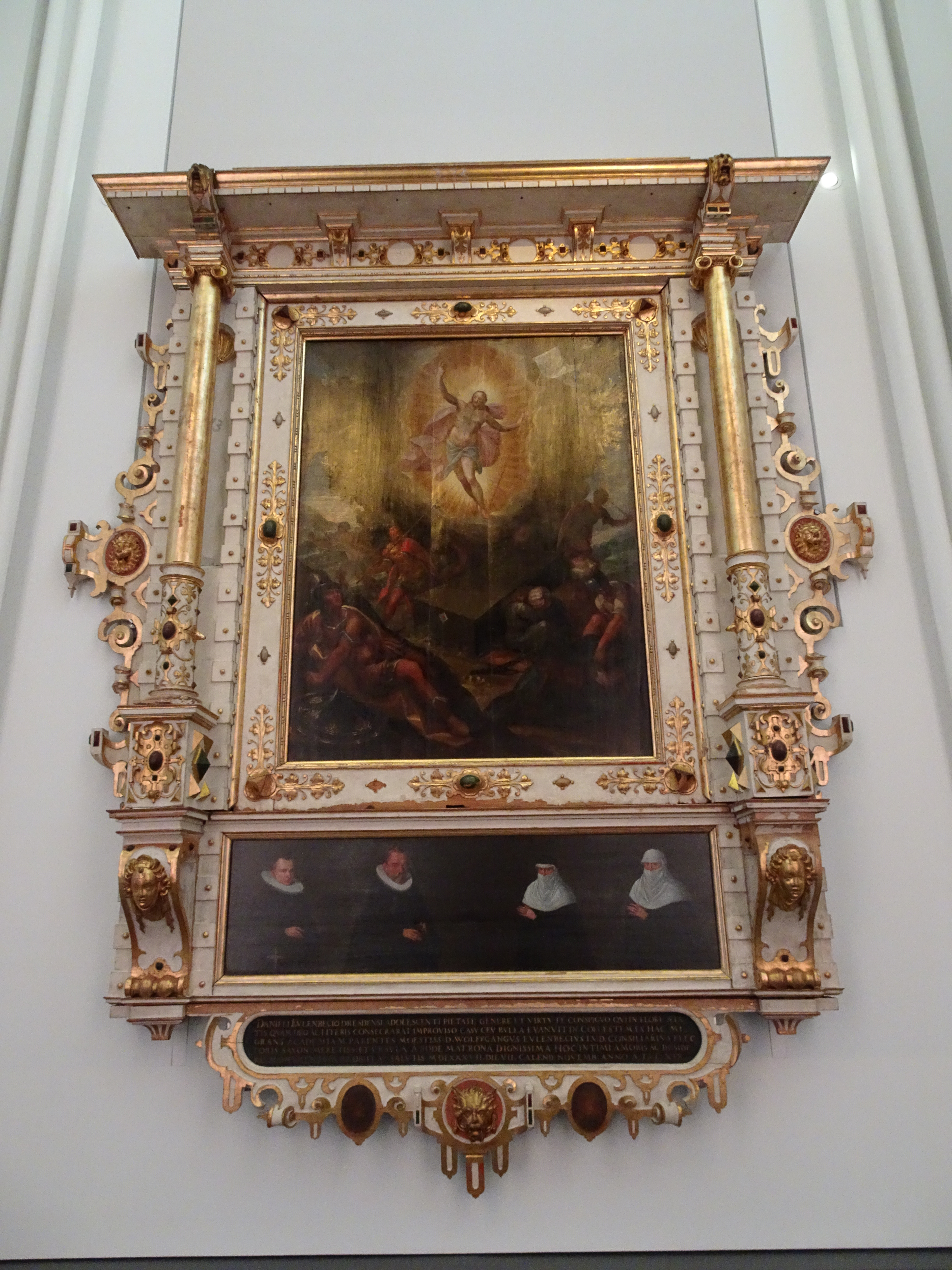
Epitaph für Daniel Eulenbeck
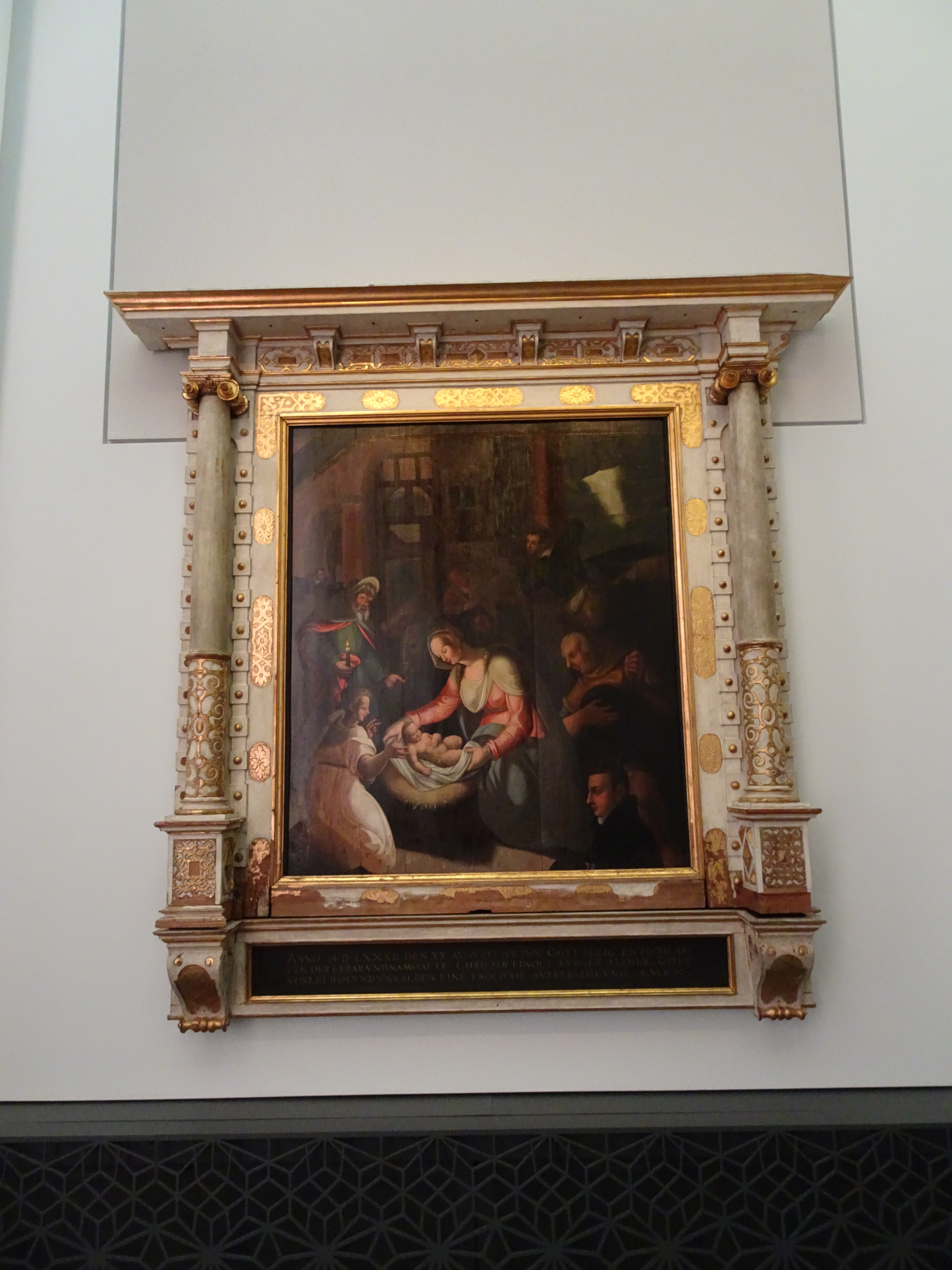
Epitaph für Christoph Finolt

- Nordwand

- Johannes Hoppe
- Daniel Eulenbeck
- Christoph Finolt

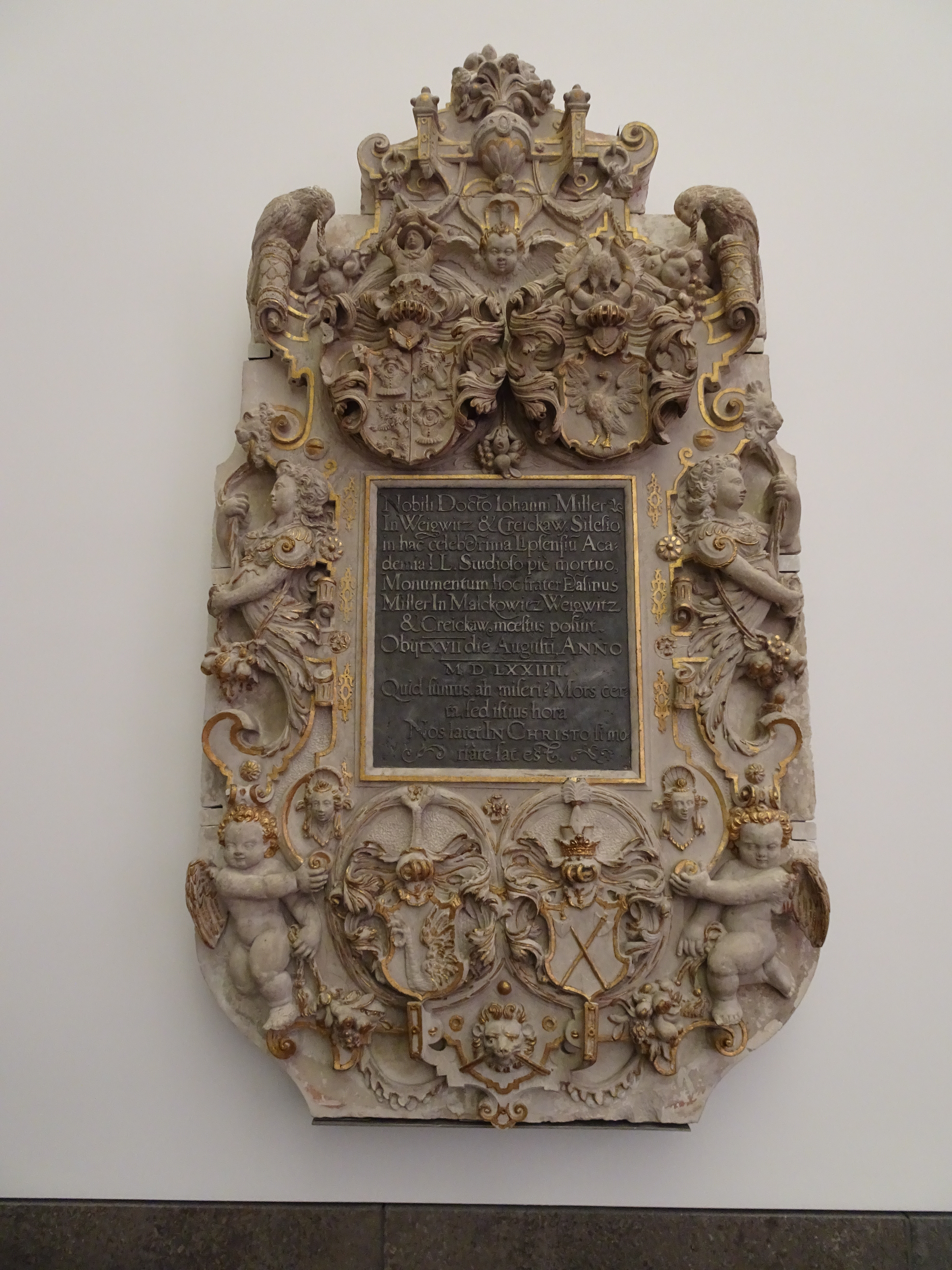
Epitaph für Johannes Miller
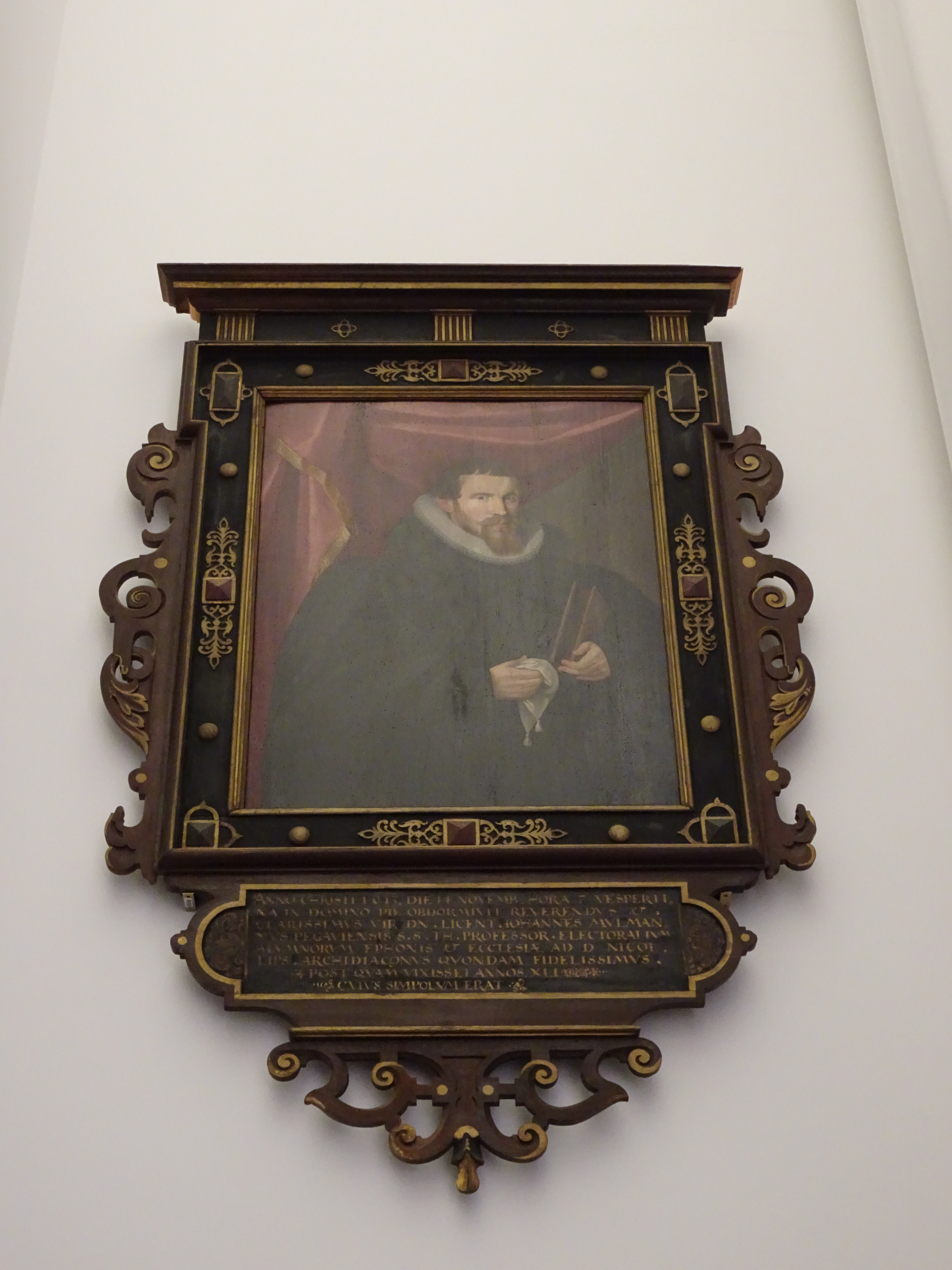
Epitaph für Johannes Mühlmann
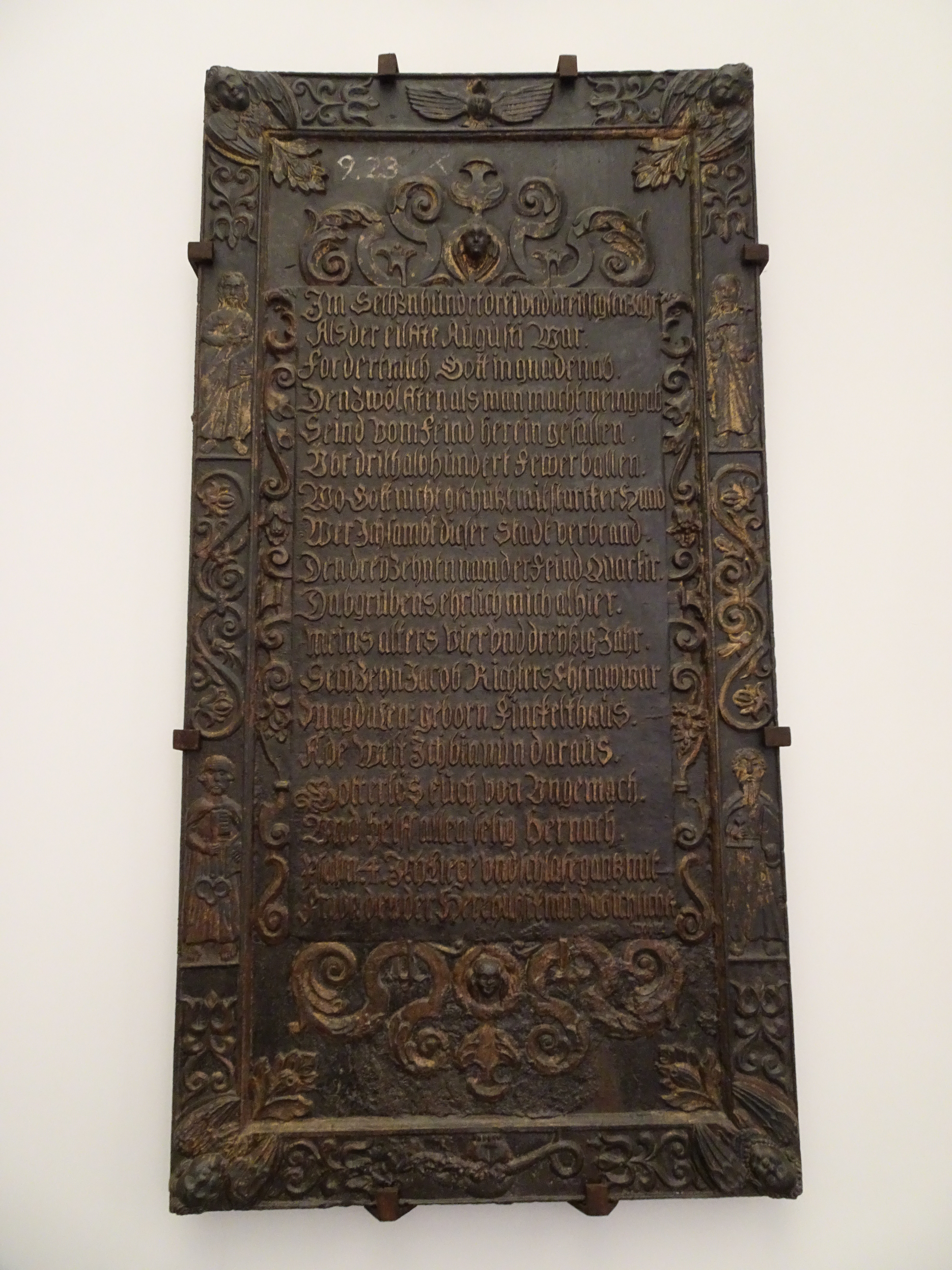
Epitaph für Magdalena Richter

- Ostwand

- Johannes Miller (Müller)
- Johannes Mühlmann
- Magdalena Richter, geb. Finckelthaus

- Grablegung Christi
- Epitaph für Michael Heinrich Horn
- Epitaph für Gottfried Welsch und seine Frau Maria, geb. Anckelmann

- Hängeflächen zwischen den Pfeilern

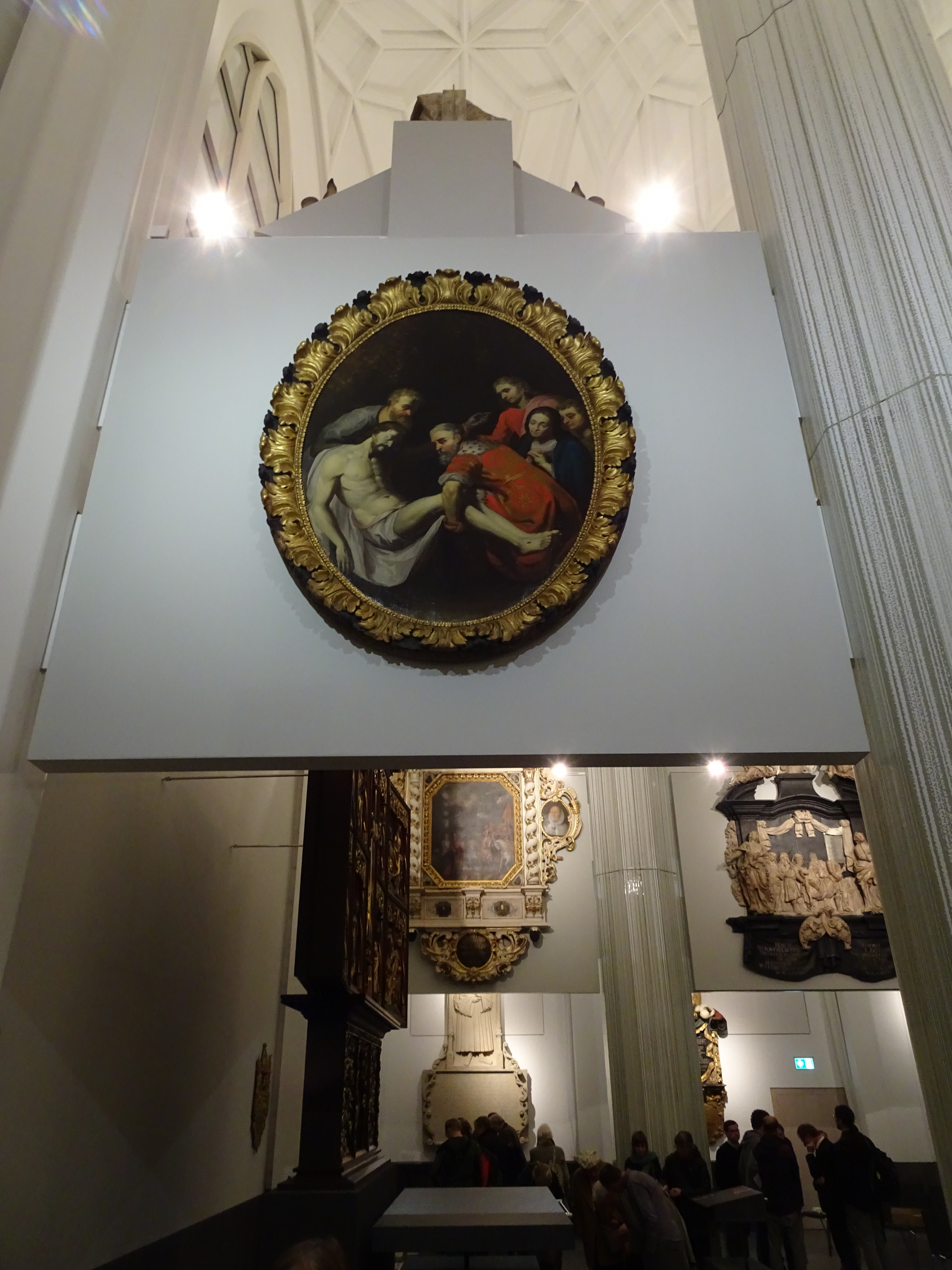
Grablegung Christi
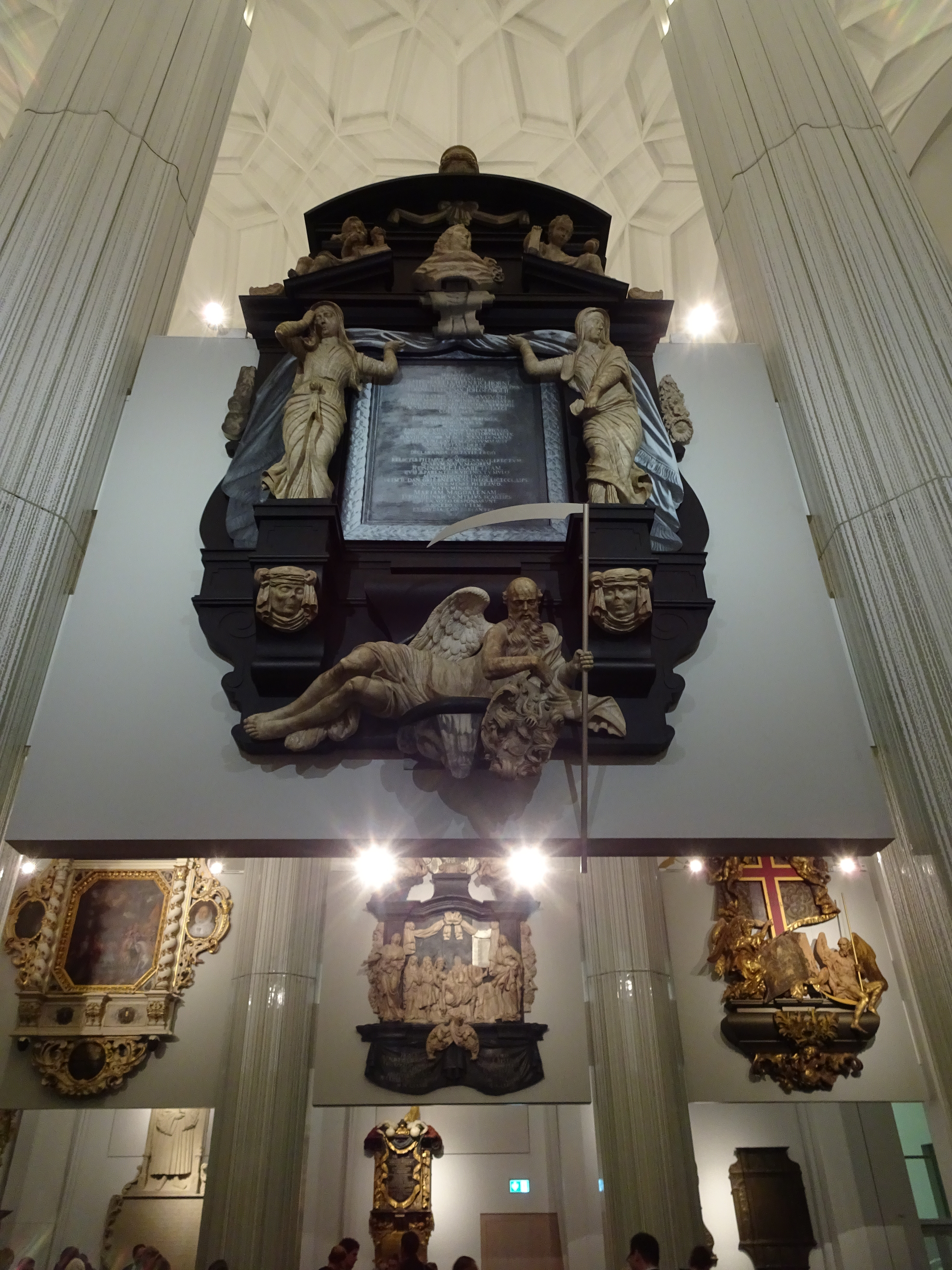
Michael Heinrich Horn
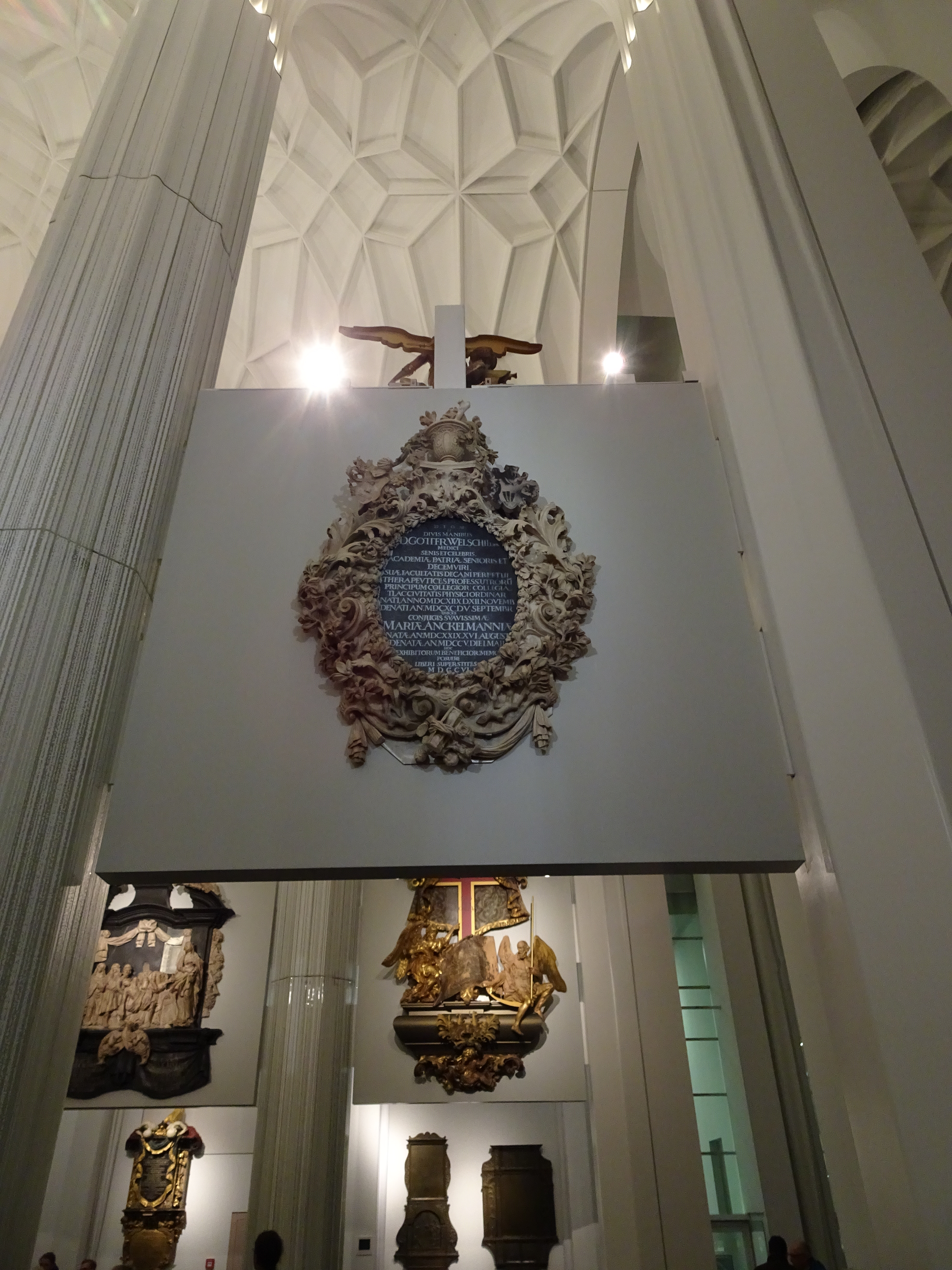
Gottfried Welsch und seine Frau Maria, geb. Anckelmann

- Hauptschiff

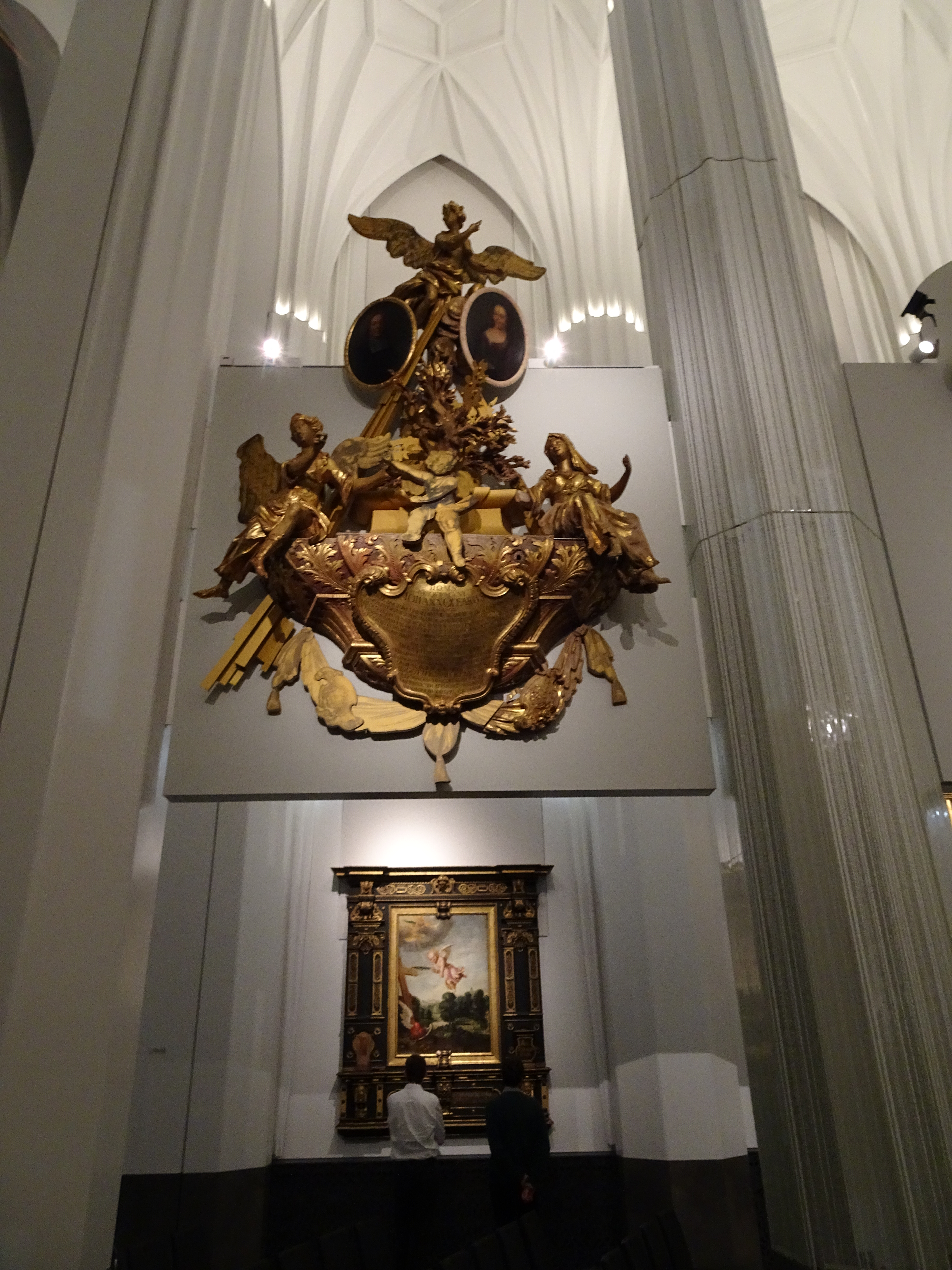
Epitaph für Johannes Olearius und seine Ehefrau Anna Elisabeth, geb. Müller
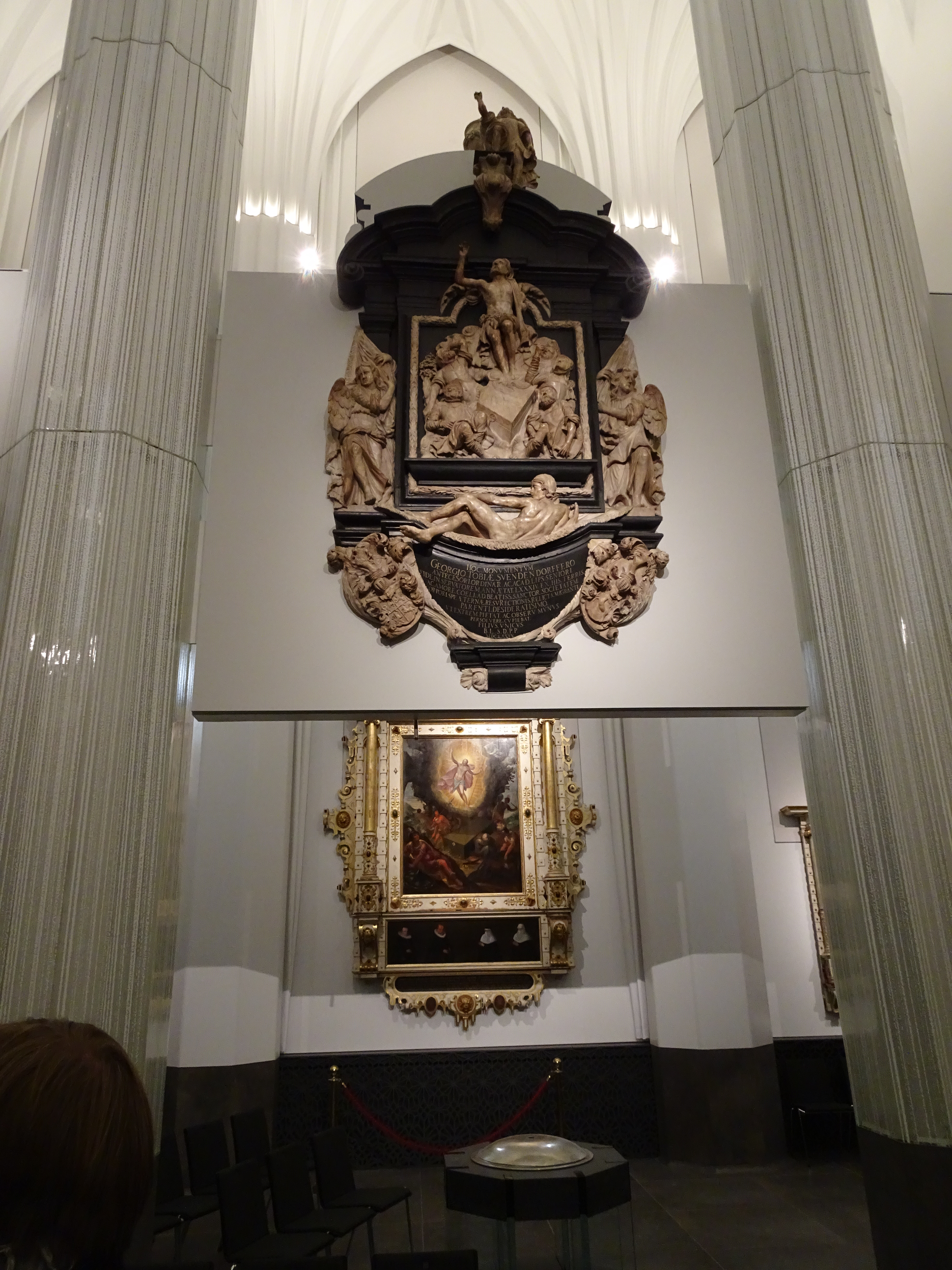
Epitaph für Georg Tobias Schwendendörffer
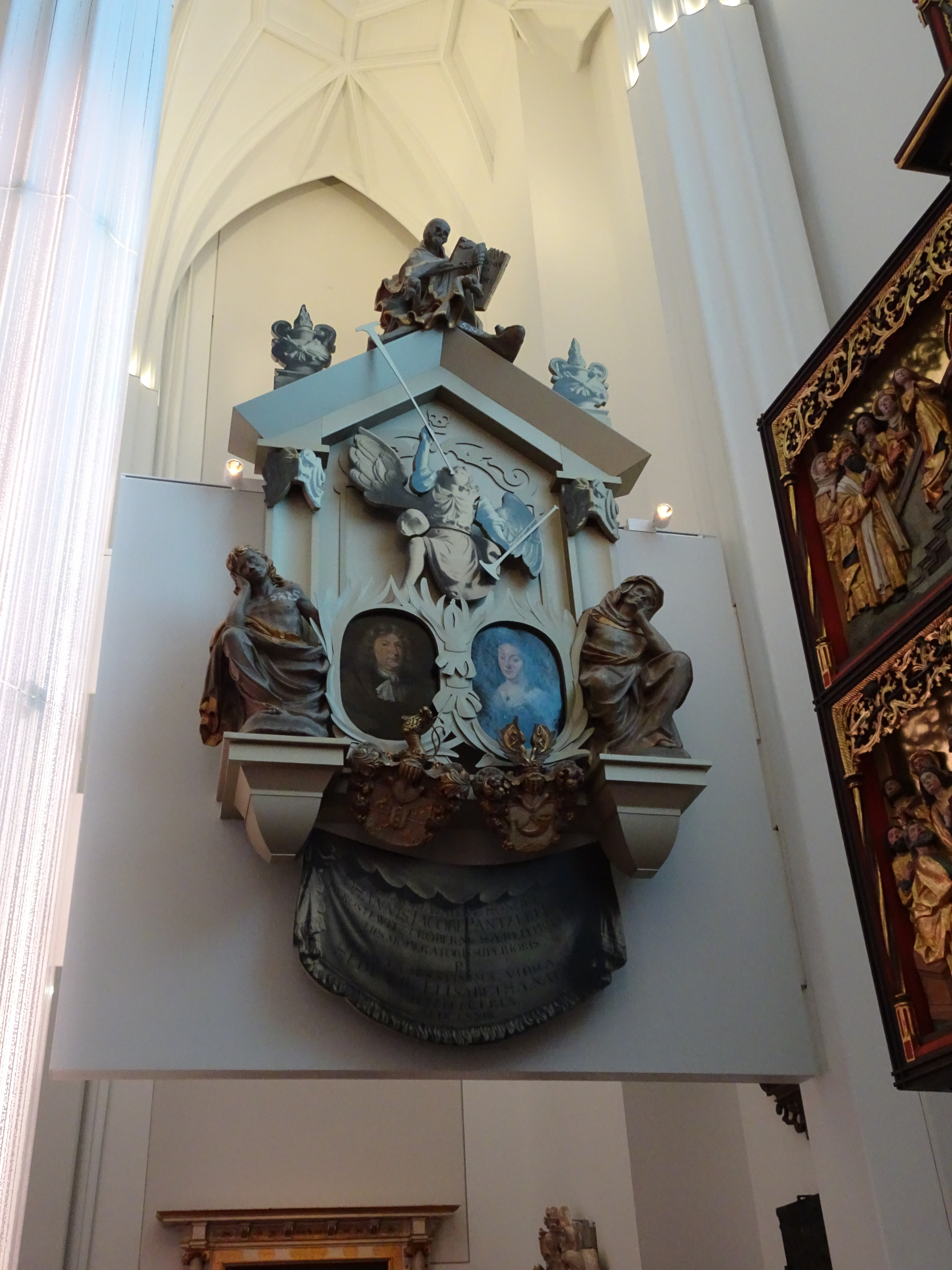
Epitaph für Johann Jacob Pantzer und Hedwig Elisabeth geb. Sultzberger

- Nördliche Hängeflächen zwischen den Pfeilern

- Johannes Olearius und seine Ehefrau Anna Elisabeth, geb. Müller
- Georg Tobias Schwendendörffer
- Johann Jacob Pantzer und Hedwig Elisabeth geb. Sultzberger

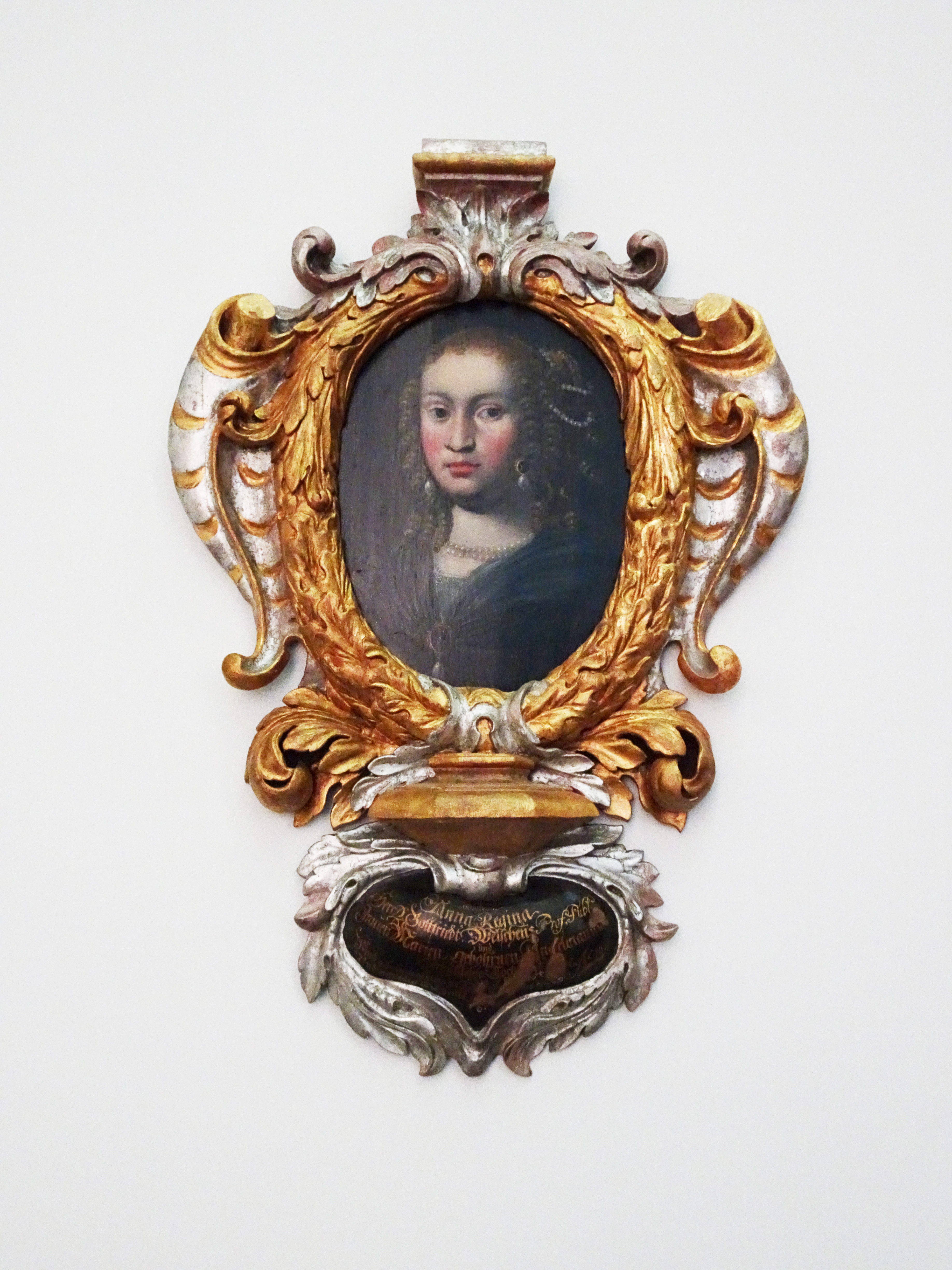
Epitaph für Anna Regina Welsch
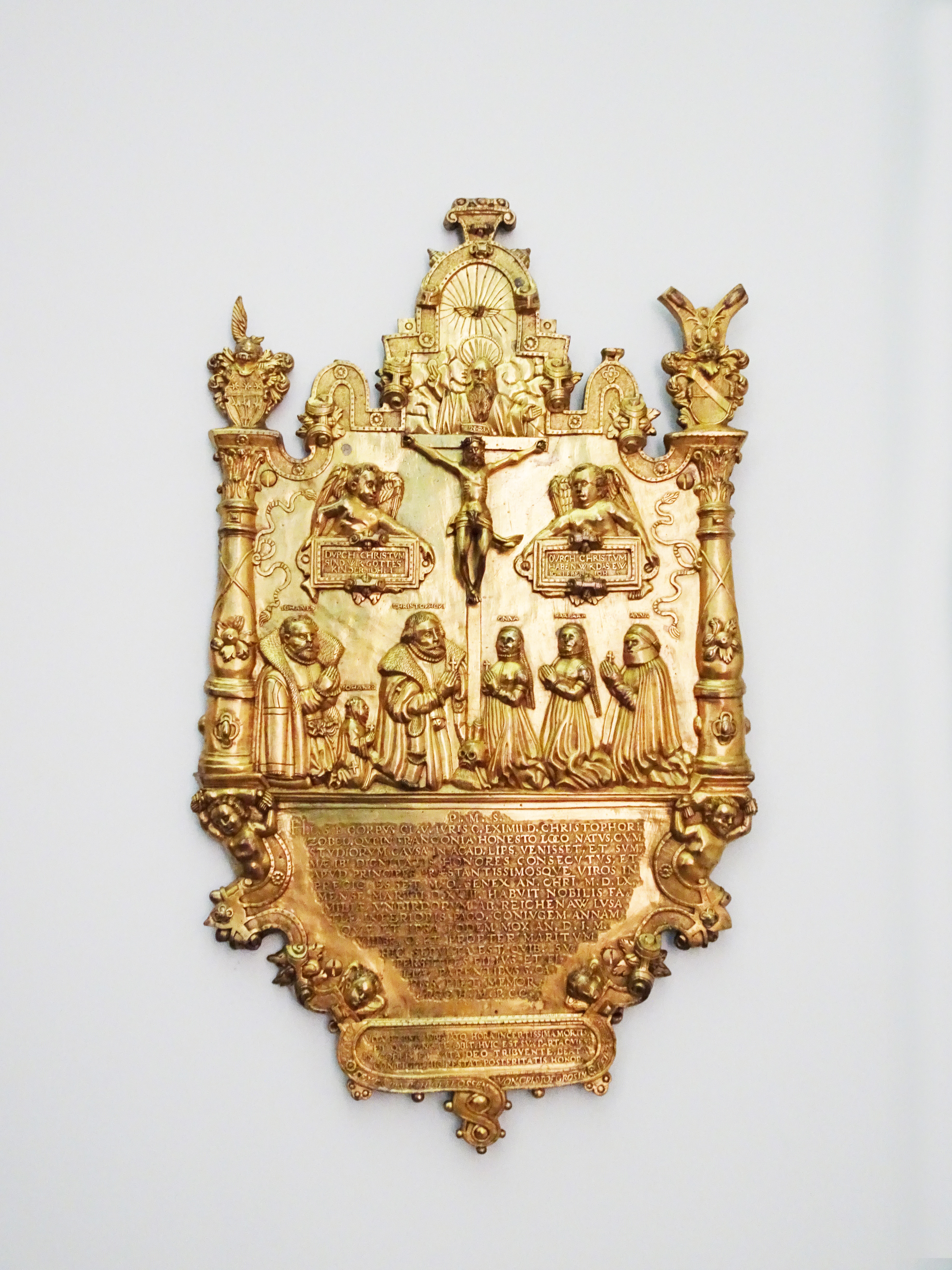
Epitaph für Christoph Zobel

- Ostwand (links und rechts neben dem Pauliner-Altar)

- Anna Regina Welsch
- Christoph Zobel

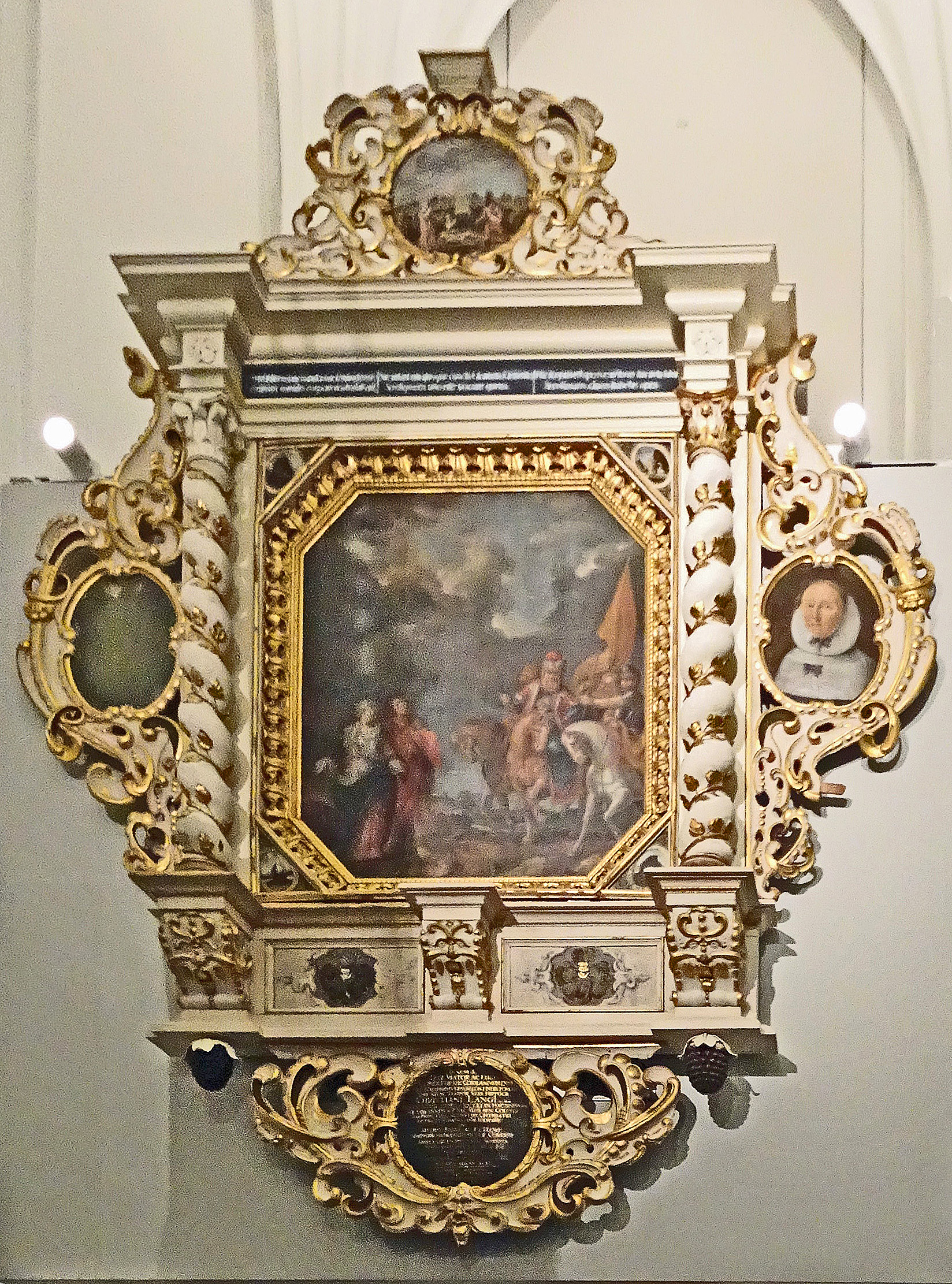
Epitaph Christian Lange
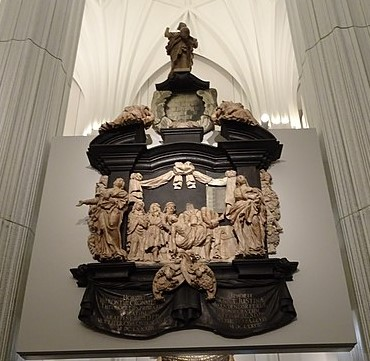
Epitaph für Hieronymus Kromayer und seine Ehefrau Anna Justina, geb. Schwendendörffer
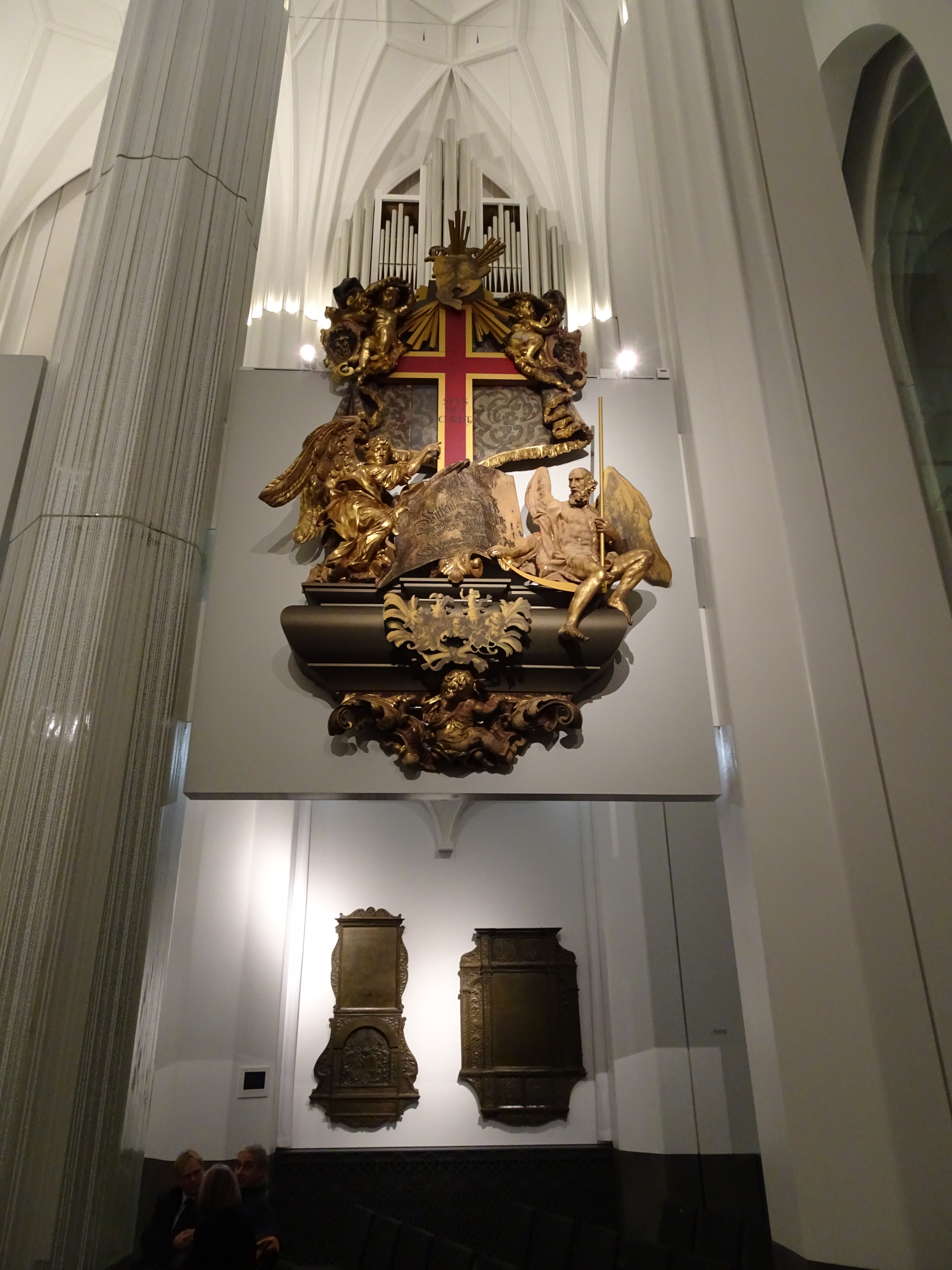
Epitaph für Wilhelm von Ryssel

- Südliche Hängeflächen zwischen den Pfeilern

- Christian Lange
- Hieronymus Kromayer und seine Ehefrau Anna Justina, geb. Schwendendörffer
- Wilhelm von Ryssel

- nördliches Seitenschiff

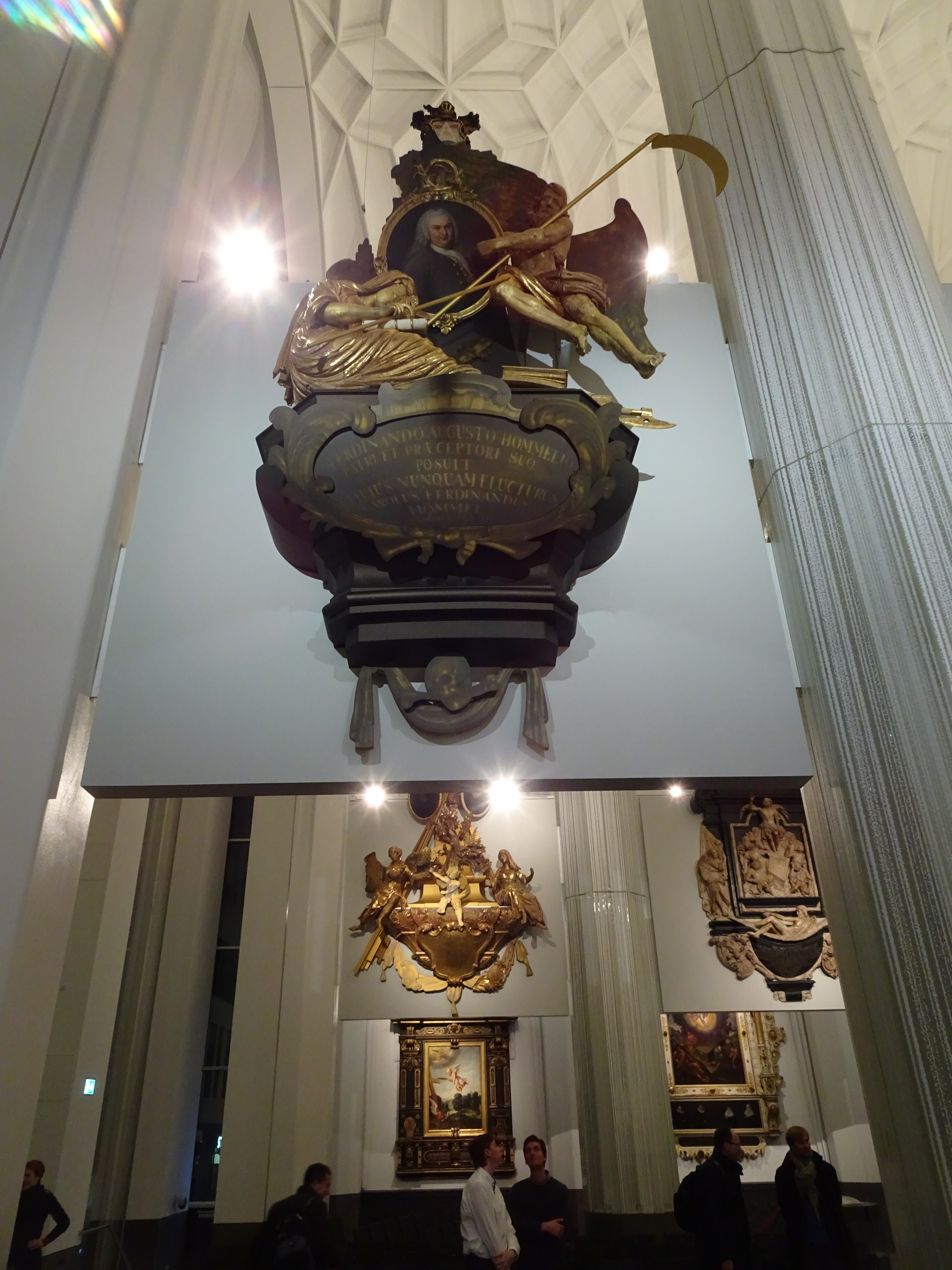
Epitaph Ferdinand August Hommel
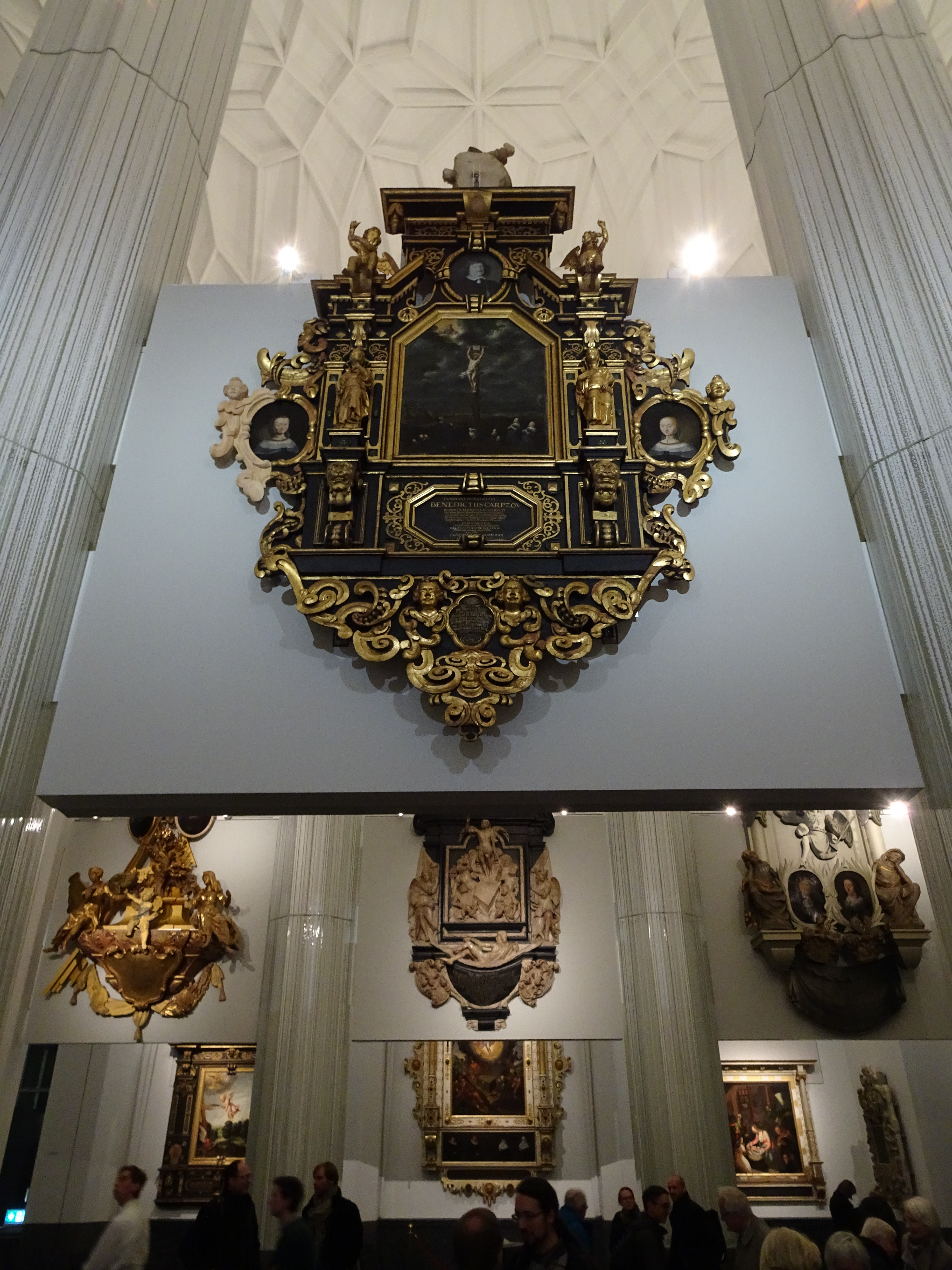
Epitaph für Benedikt Carpzov, seine erste Frau Regina, geb. Clausbruch und seine zweite Frau Catharina, geb. Burchard
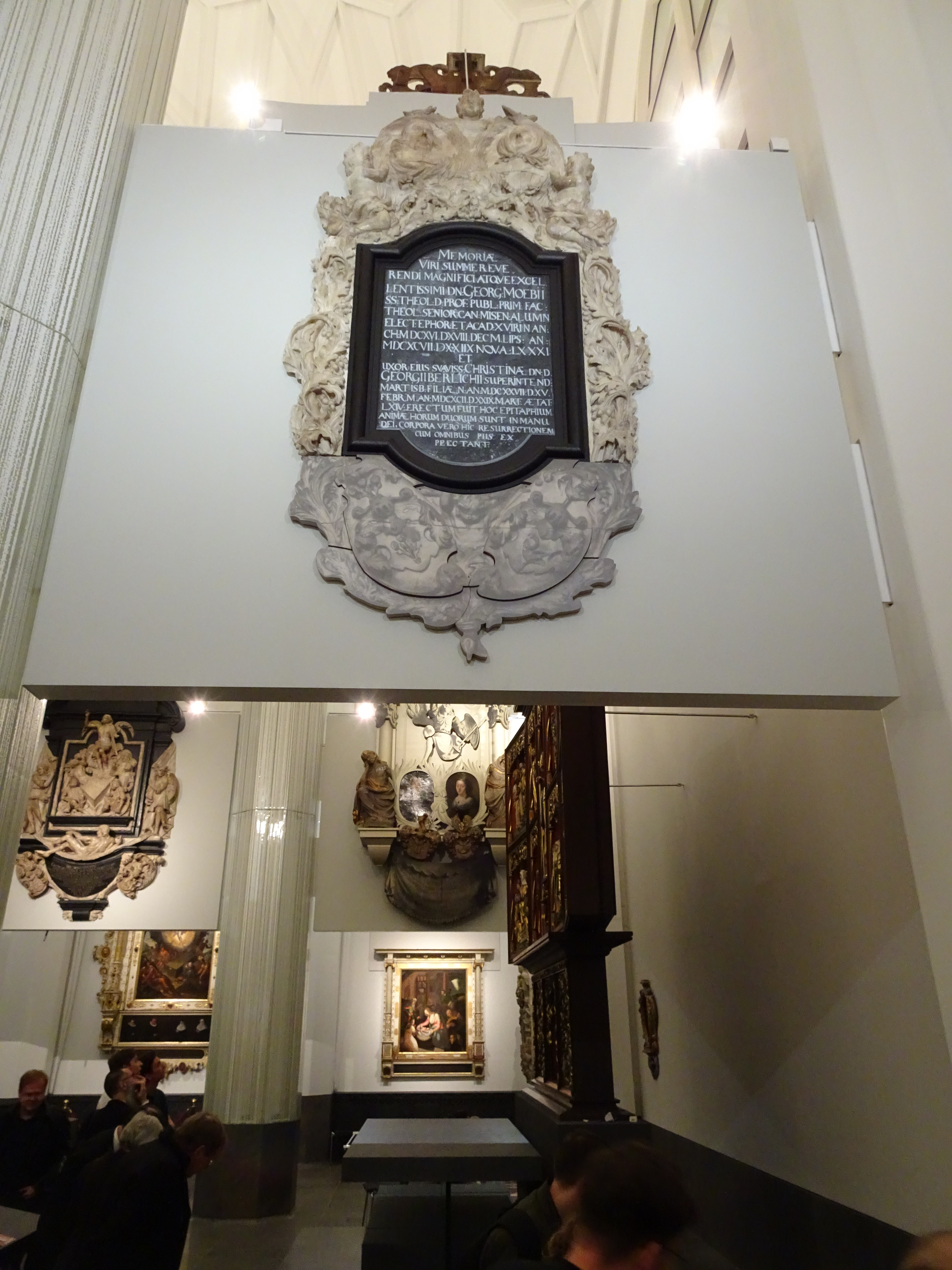
Epitaph für Georg Möbius und seine Frau Christine geb. Berlich

- Nördliche Hängeflächen zwischen den Pfeilern

- Ferdinand August Hommel
- Benedikt Carpzov, seine erste Frau Regina, geb. Clausbruch und seine zweite Frau Catharina, geb. Burchard
- Georg Möbius und seine Frau Christine geb. Berlich

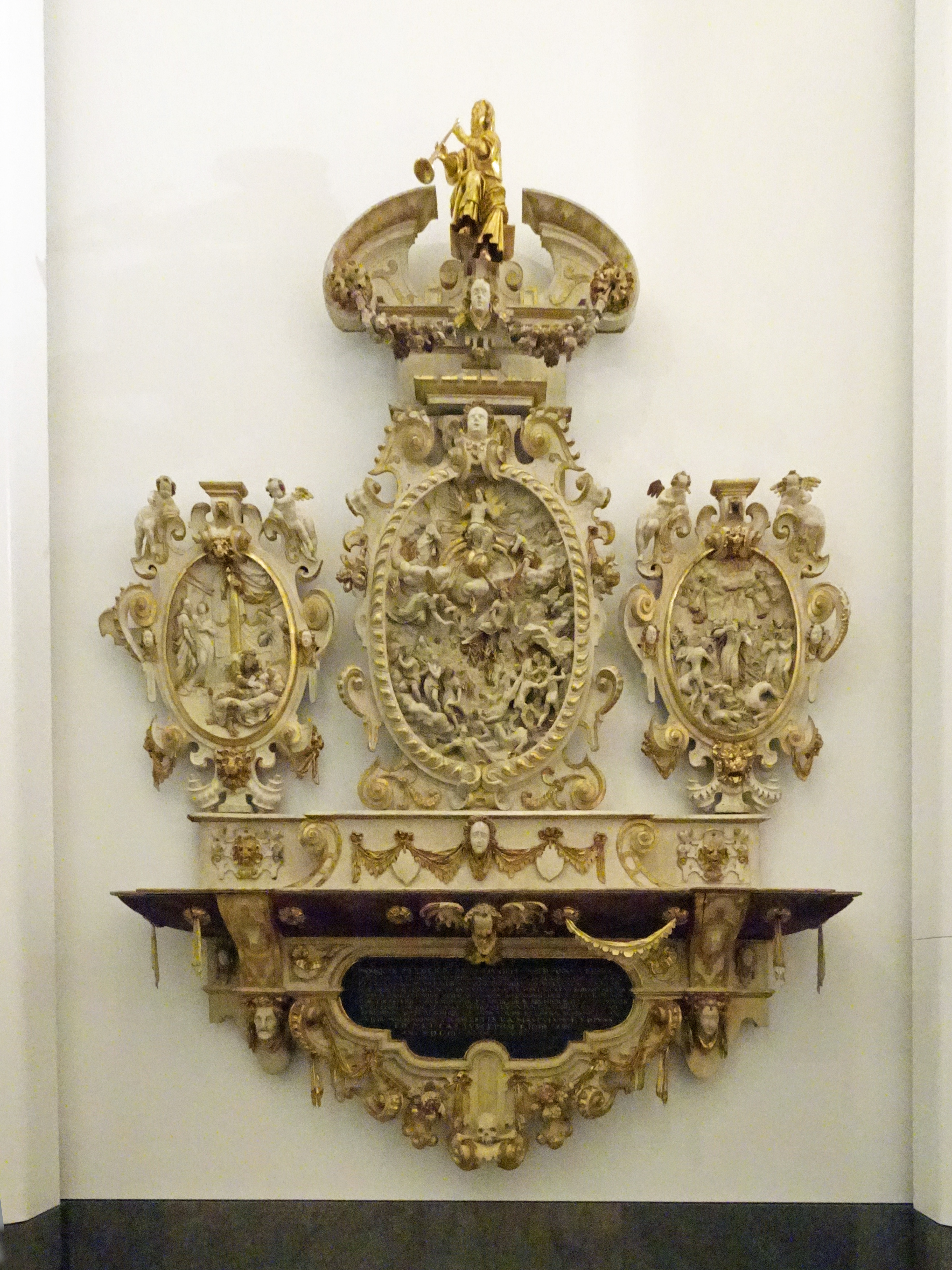
Epitaph für Heinrich Heideck

- Ostwand

- Heinrich Heideck

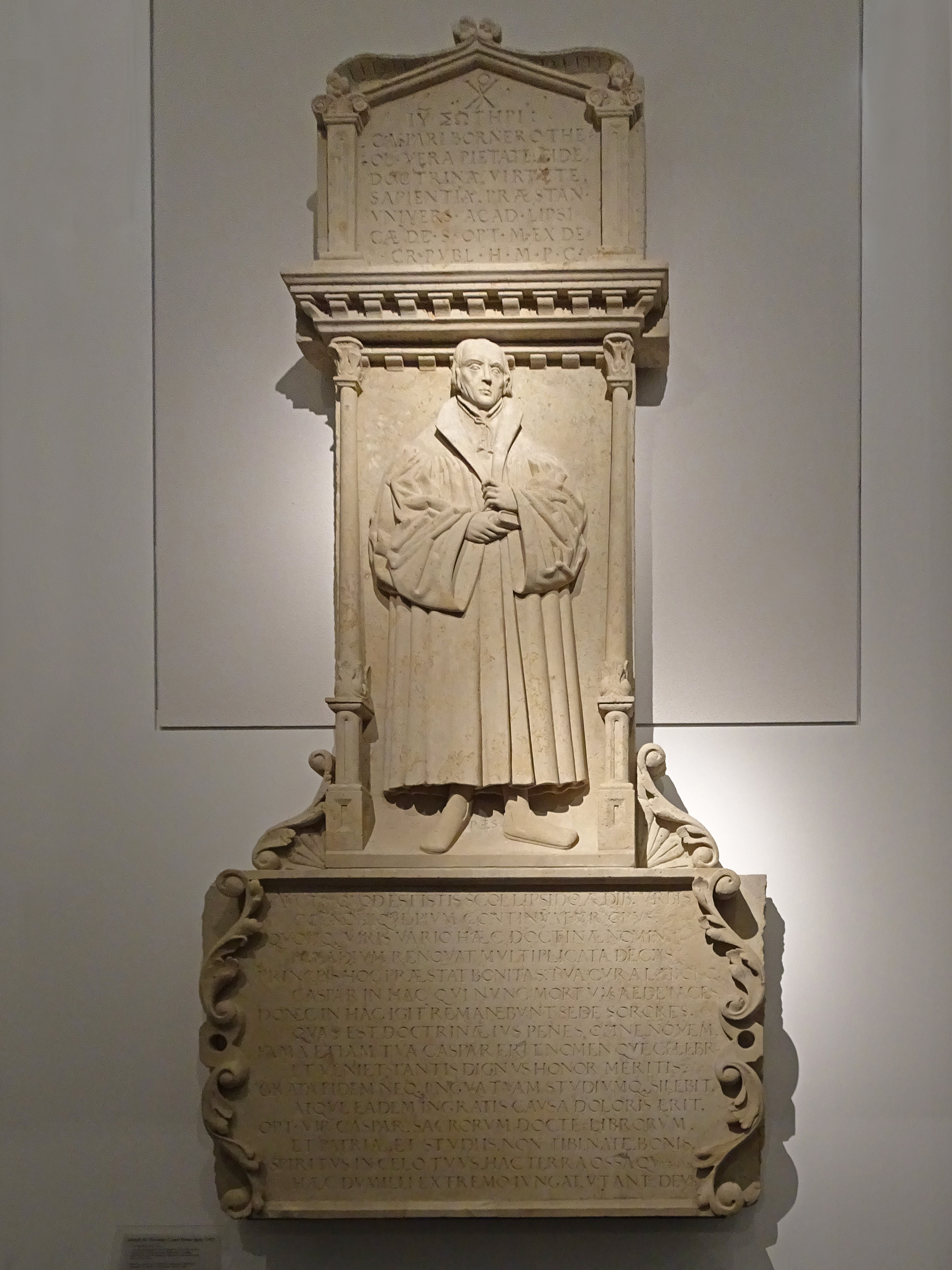
Epitaph für Caspar Borner
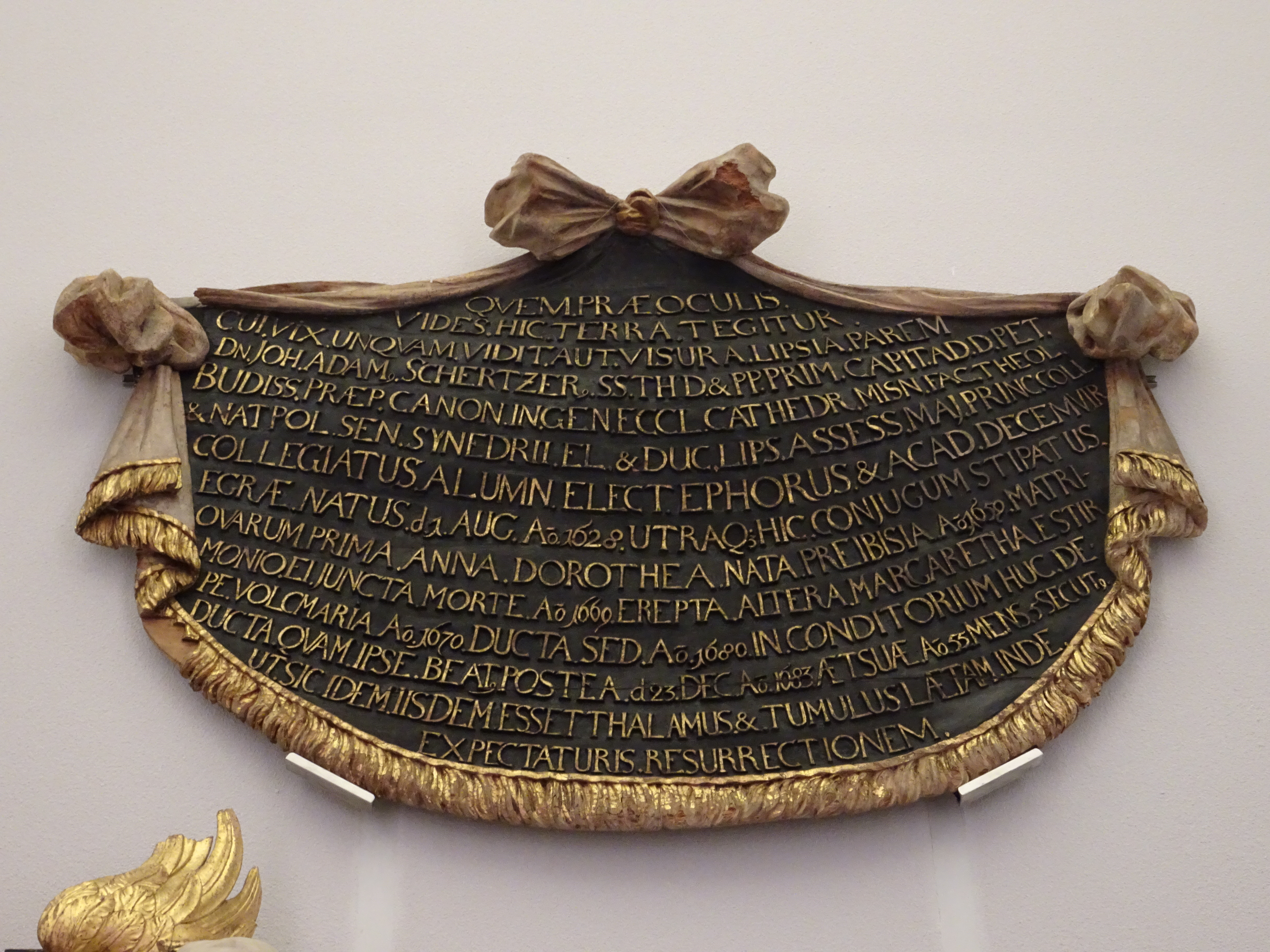
Epitaph für Johann Adam Schertzer
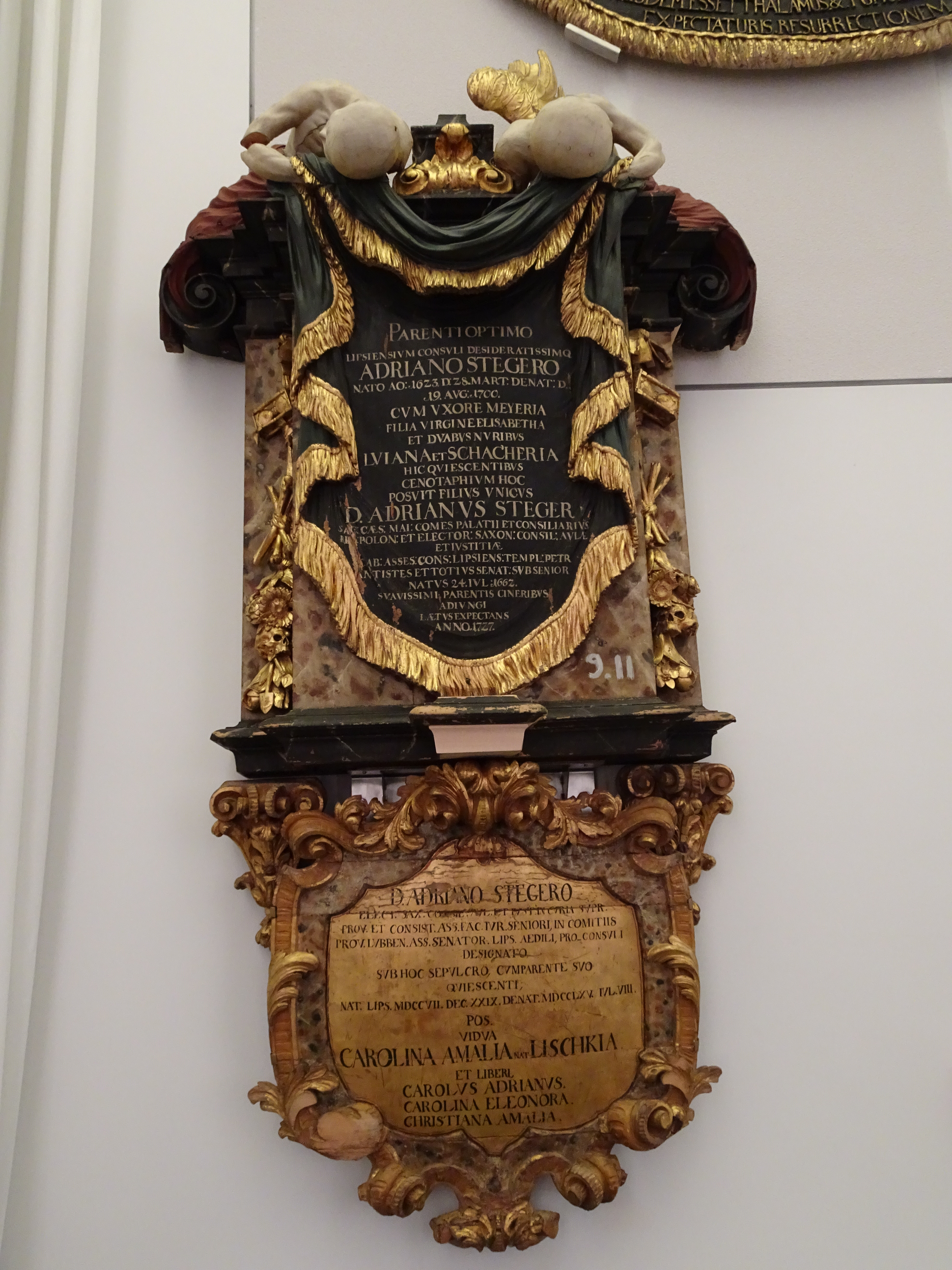
Epitaph für Mitglieder der Familie Steger
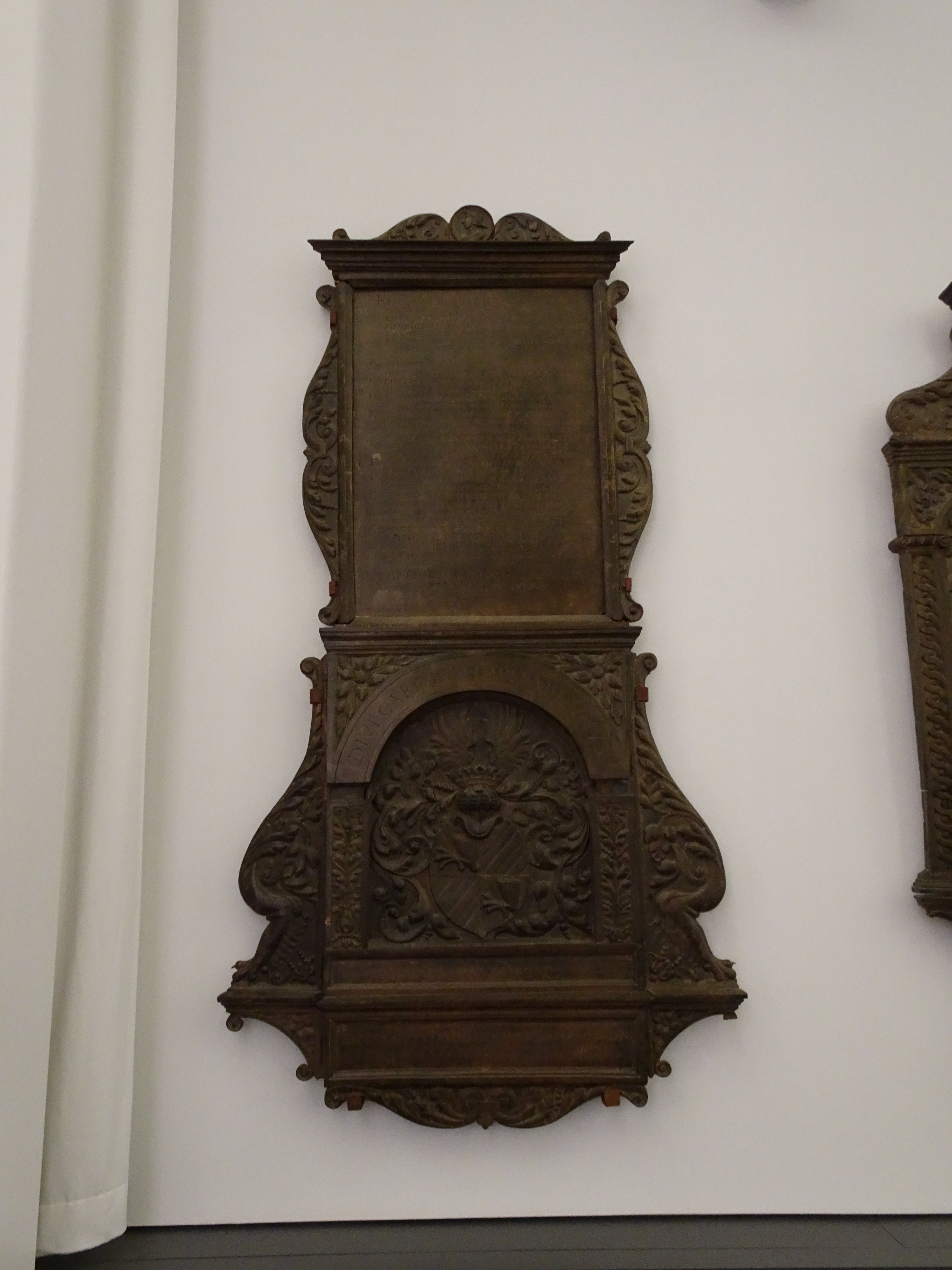
Epitaph für Christoph „Türk“ von Kruschwitz
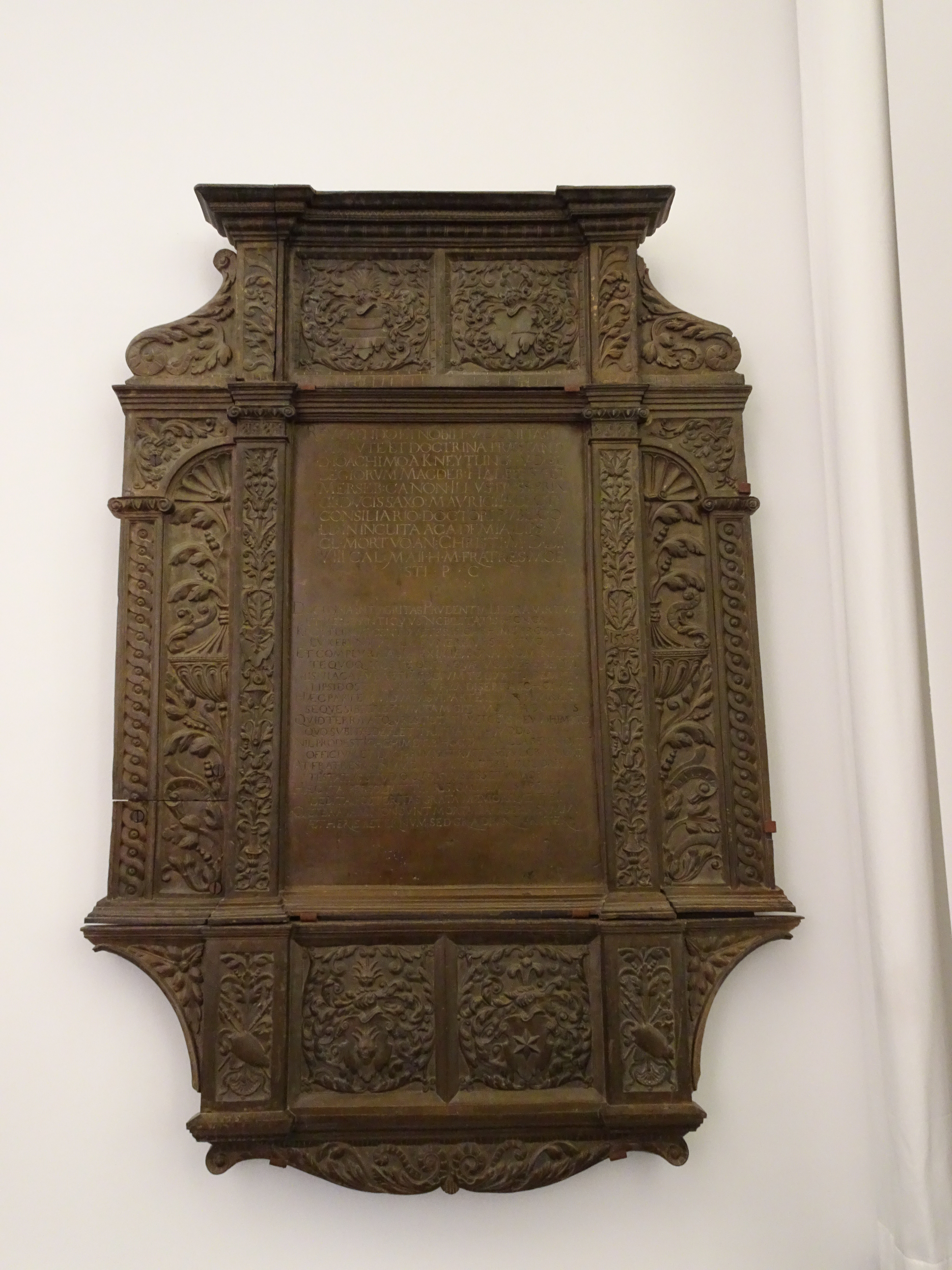
Epitaph für Joachim von Kneitlingen

- Südwand

- Caspar Borner
- Familie Steger
- Johann Adam Schertzer
- Christoph von Kruschwitz
- Joachim von Kneitlingen

## Weblink
- Universität Leipzig: Epitaph-Projekt